# Ramey (Pensilvania)
Ramey es un borough ubicado en el condado de Clearfield en el estado estadounidense de Pensilvania. En el año 2000 tenía una población de 525 habitantes y una densidad poblacional de 225 personas por km².

## Geografía
Ramey se encuentra ubicado en las coordenadas 40°48′1″N 78°25′5″O / 40.80028, -78.41806.

## Demografía
Según la Oficina del Censo en 2000 los ingresos medios por hogar en la localidad eran de $29,167 y los ingresos medios por familia eran $36,563. Los hombres tenían unos ingresos medios de $30,000 frente a los $20,000 para las mujeres. La renta per cápita para la localidad era de $14,101. Alrededor del 10% de la población estaba por debajo del umbral de pobreza.